# Saad Attiya
Pour les articles homonymes, voir Attiya.
Saad Attiya Hafidh (arabe : سعد عطية حافظ) (né le 26 février 1987 en Irak) est un footballeur international irakien, qui évolue au poste de défenseur.

## Biographie

### Carrière en sélection
Avec l'équipe d'Irak, il joue 15 matchs (pour un but inscrit) depuis 2004 et 2012. 
Il figure dans le groupe des sélectionnés lors des coupes d'Asie des nations de 2004 et de 2011.
Il participe également aux JO de 2004. Il joue 3 matchs lors du tournoi olympique.
Il dispute enfin 6 matchs comptant pour les qualifications des coupes du monde 2006 et 2010.

## Palmarès
| Al Zawra'a - Championnat d'Irak (1) : - Champion : 2005-06. |  | Al Ansar - Championnat du Liban (1) : - Champion : 2006-07. - Coupe du Liban (1) : - Vainqueur : 2006-07. |  | Al Merreikh - Championnat du Soudan (1) : - Champion : 2008. - Coupe du Soudan (1) : - Vainqueur : 2008. |